# Monte Lobo
Der Monte Lobo (spanisch für Wolfsberg) ist ein Berg an der Südwestküste der westantarktischen Joinville-Insel. Er ragt westlich des Monte Sagues auf.
Argentinische Wissenschaftler benannten ihn. Der weitere Benennungshintergrund ist nicht überliefert.